# CARDS
CARDS (ang. – Community Assistance for Reconstruction, Development and Stabilisation, pol. – Program pomocy technicznej i finansowej dla państw Bałkanów Zachodnich) – program pomocowy uruchomiony w 2000 roku Dyrektywą Rady nr 2666/2000, trwający do roku 2007. Jego całkowity koszt wyniósł ok. 5 mld €.
W programie wzięły udział Albania, Bośnia i Hercegowina, Chorwacja, Federalna Republika Jugosławii oraz Macedonia Północna.